# Яйва (река)
Я́йва — горно-таёжная река в Пермском крае, левый приток Камы. Длина — 304 км, площадь водосбора — 6250 км², средняя высота водосбора — 297 м. Средний уклон — 1,0 м/км.

## Этимология

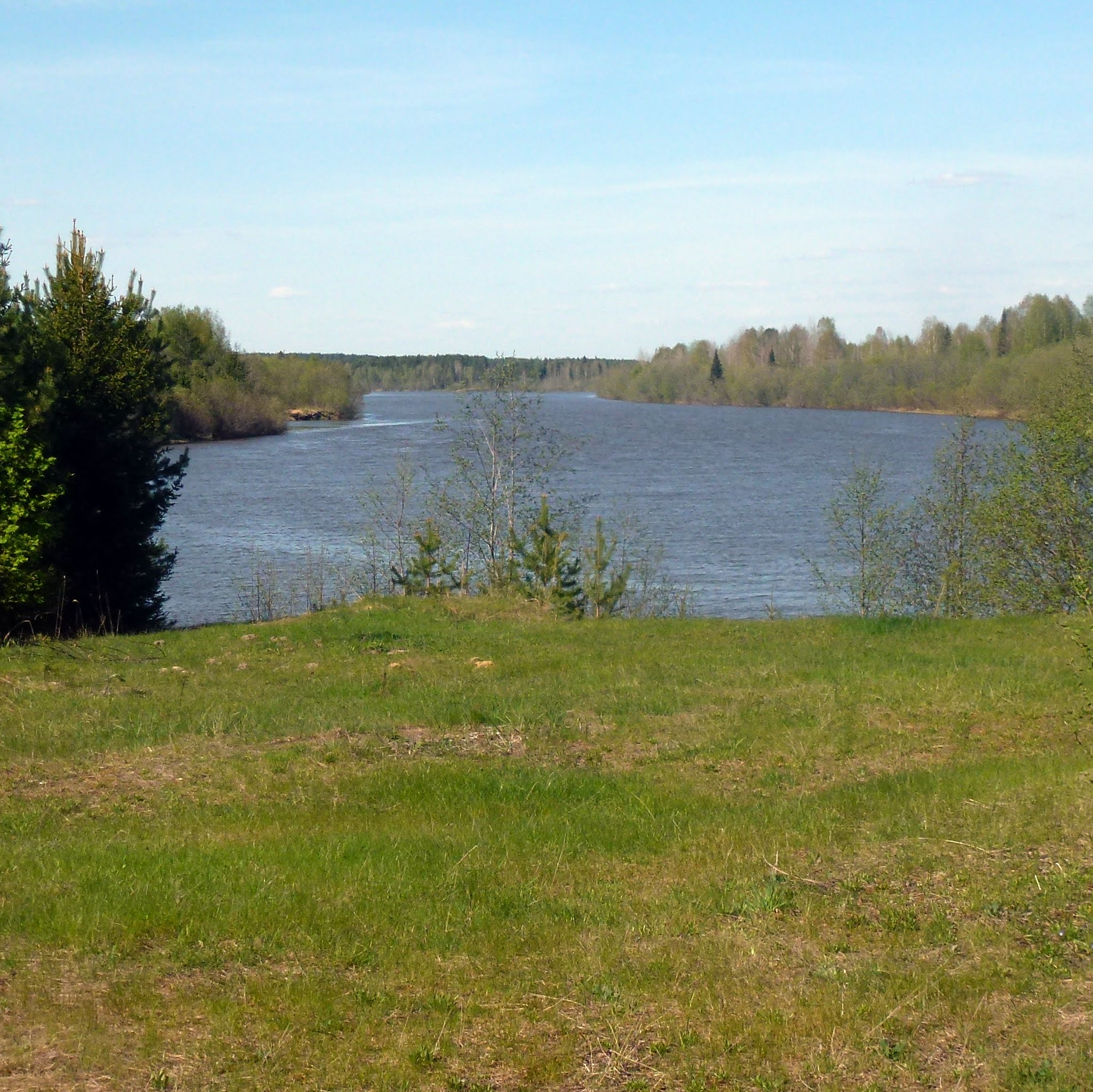
Яйва в Усольском районе

Название реки — коми-пермяцкое, состоит из двух корней: яй — «мясо» и ва — «вода», то есть «мясная река». Более вероятно гидроним имеет смешенное происхождение, то есть в его начале древнетюркское яй — «река» и тогда «река-река», либо ненецкое яё, яй — «мутный», то есть «мутная река».

## География

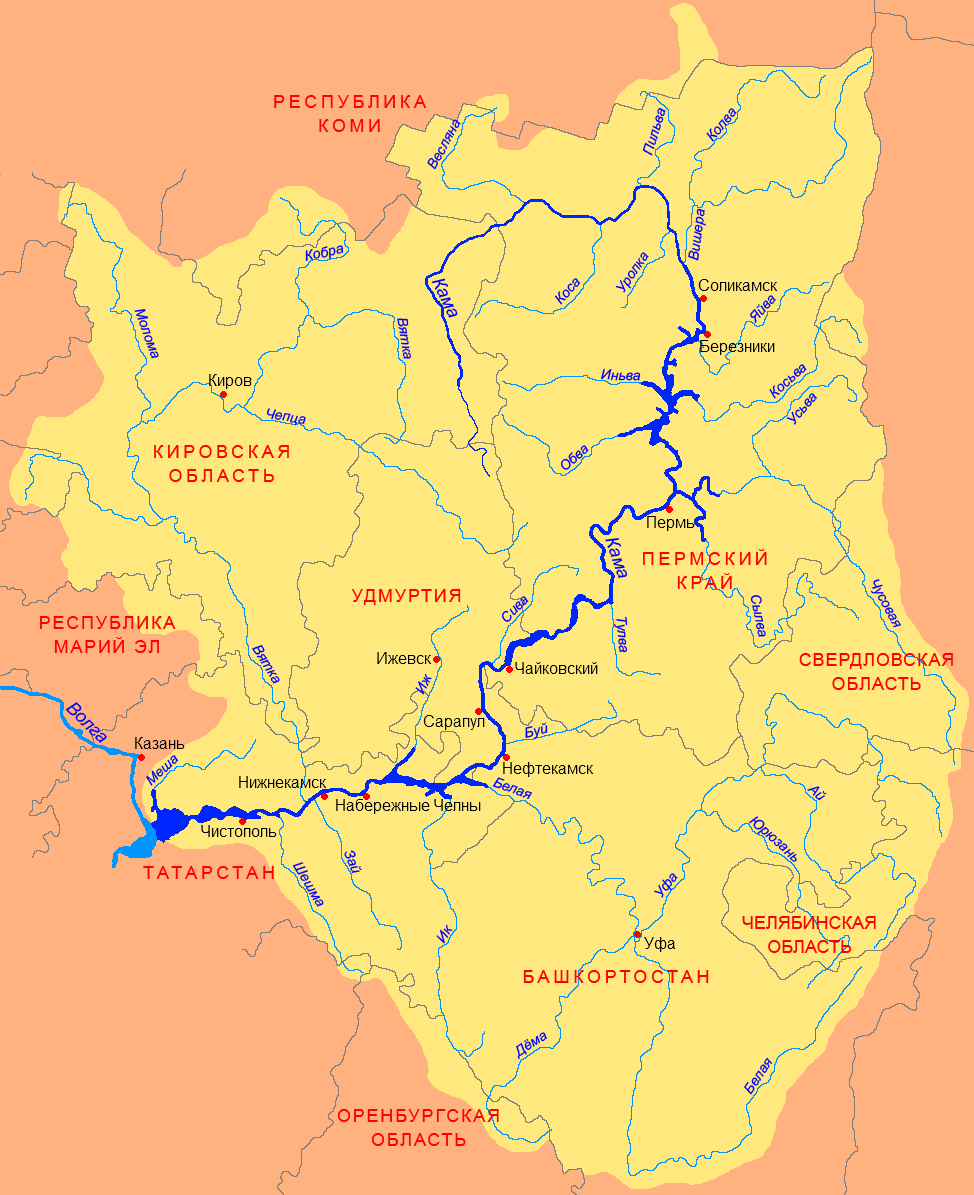
Бассейн Камы

Исток реки расположен в горах Северного Урала, на хребте Кваркуш. Река начинается  вблизи границы Свердловской области, западнее долины реки Тыпыл. Верхнее течение лежит в Александровском районе, в среднем течении река образует границу Александровского и Усольского районов, нижнее течение проходит по Усольскому району.
Крупнейший населённый пункт на реке — посёлок Яйва. Кроме него река протекает сёла и деревни Сухая, Верх-Яйва, Камень, База, Сафоново, Подслудное, Нижняя, Усть-Игум (Александровский район); Разим, Жуклина, Зуево, Дзержинец, Сметанино, Вогулка, Романово, Белая Пашня, Володин Камень (Усольский район).

## Гидрография
Русло реки крайне извилистое, она часто разбивается на протоки, образуя многочисленные острова. Генеральное направление течения в верхнем и среднем течении — юго-запад, в нижнем течении — северо-запад. Весенний ледоход начинается в конце апреля в нижнем течении и продолжается первую неделю мая в верхнем. Осенью река замерзает начиная с верховьев в середине октября.
В верхнем течении Яйва — неглубокая горная река с перекатами и порогами. Река петляет среди холмов предгорий Урала, поросших елово-пихтовой тайгой. По берегам встречаются сосновые боры, болота. Ширина реки в верхнем течении 20-70 метров, в нижнем течении — 100—140 метров. В Яйву впадает большое количество притоков, большинство из которых — это горные ручьи, стекающие с окрестных холмов.
В 5 км выше устья реки Кадь расположены Тулумские пороги, здесь порожистая река с шумом несётся по долине, зажатой между скалами.
Ниже устья Кади скорость течения Яйвы значительно уменьшается. Ниже устья Чикмана леса отходят от кромки воды, начинают попадаться луга. В районе впадения Ульвича Яйва образует большую излучину, огибая гору Заречная Гарь (325 м НУМ). За впадением Чаньвы Яйва преодолевает ущелье, окружённое отвесными известняковыми скалами с большим количеством пещер. Пройдя скалы Яйва разливается по широкой долине, но течение от посёлка Камень до посёлка Яйва по-прежнему быстрое.
В посёлке Яйва река перекрыта плотиной, образовано Яйвинское водохранилище для нужд Яйвинской ГРЭС. За плотиной река становится глубокой, широкой и спокойной.
Впадает в Камское водохранилище у села Яйвинский Рейд южнее города Березники, образуя, благодаря подпору водохранилища, залив. На последних километрах течение почти отсутствует.

## Притоки
Крупнейшие притоки:
- левые: Кадь, Чикман, Чаньва, Вильва, Усолка;
- правые: Ульвич, Ик, Уньва.

Притоки:

(указано расстояние от устья)
- 7,8 км: река Волим (пр)
- река Сюзьва (пр)
- река Безымянная (лв)
- река Ваим (лв)
- 39 км: река Вогулка (лв)
- 40 км: река Уньва (пр)
- река Чондонка (лв)
- река Нижняя Люмесь (лв)
- река Верхняя Люмесь (лв)
- река Волоковая (лв)
- 80 км: река Жукла (пр)
- река Гремячая (лв)
- река Куморка (пр)
- 97 км: река Усолка (лв)
- 98 км: река Игум (лв)
- река Разимка (пр)
- река Сибирка (пр)
- река Бальчиха (пр)
- река Нижняя Кедровка (лв)
- река Кедровка (пр)
- река Верхняя Кедровка (лв)
- река Осиновка (лв)
- река Люсь (пр)
- река Надиха (лв)
- 136 км: река Вильва (лв)
- река Клестовка (пр)
- река Еловка (пр)
- 152 км: река Вижайка (пр)
- 156 км: река Галка (лв)
- 164 км: река Нартинка (пр)
- 166 км: река Ик (пр)
- река Шатров Лог (лв)
- река Шалага (лв)
- река Каменка (пр)
- 183 км: река Чаньва (лв)
- 185 км: река Замельничная (пр)
- река Старая (лв)
- река Калиничевская (лв)
- река Осиновская (лв)
- река Горная (пр)
- река Печишная (лв)
- река Брюханка (пр)
- 207 км: река Ульвич (пр)
- 211 км: река Ворониха (пр)
- 221 км: река Чикман (лв)
- река Безымянка (лв)
- 225 км: река Якуниха (пр)
- 230 км: река Кадь (лв)
- река Порывная (пр)
- река Берёзовая (лв)
- река Старая (пр)
- река Шемейная (пр)
- река Собачья (лв)
- река Заболотная (лв)
- река Ленёвка (пр)
- река Жабиха (пр)
- река Мутная (лв)
- река Рассольная (лв)
- река Малая Рассольная (пр)
- 253 км: река Большая Рассольная (пр)
- река Еловка (пр)
- река Слудка (лв)
- река Шувалдышная (пр)
- река Малая Абия (пр)
- река Таинка (лв)
- 269 км: река Абия (лв)
- 272 км: река Губь (лв)
- река Плясовая (пр)
- 287 км: река Верхняя Берёзовая (пр)
- река Малая Яйва (лв)
- река Яйвинская Рассоха 1-я (лв)
- река Яйвинская Рассоха 2-я (пр)

## Данные водного реестра
По данным государственного водного реестра России относится к Камскому бассейновому округу, водохозяйственный участок реки — Кама от города Березники до Камского гидроузла, без реки Косьва (от истока до Широковского гидроузла), Чусовая и Сылва, речной подбассейн реки — бассейны притоков Камы до впадения Белой. Речной бассейн реки — Кама.
Код объекта в государственном водном реестре — 10010100912111100006997.

## Дополнительная информация
В своих мемуарах «Исповедь на заданную тему» Б. Н. Ельцин вспоминал о том, как он с товарищами в 9 классе чуть не погиб от брюшного тифа, пытаясь найти исток реки Яйва.
Так случилось, что после девятого класса мы решили найти, откуда берёт начало река Яйва. Очень долго поднимались по тайге вверх — по карте мы знали, что исток реки находится около Уральского хребта… Короче говоря, заблудились, потеряли нашу лодочку. Почти неделю пробродили по тайге… В конце концов мы все-таки вышли к реке, нашли нашу плоскодонку, сориентировались, но из-за грязной воды у нас начался брюшной тиф… Нас подобрали, привезли в город, а уже месяц, как занятия в школе начались, и конечно, все разыскивали нас. Мы пролежали в больнице почти три месяца с брюшным тифом.